# Johann Martin Schleyer

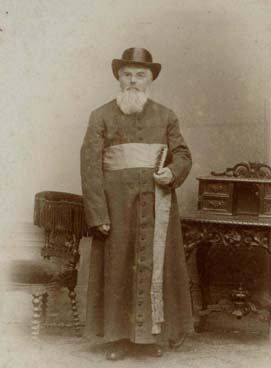
Johann Martin Schleyer

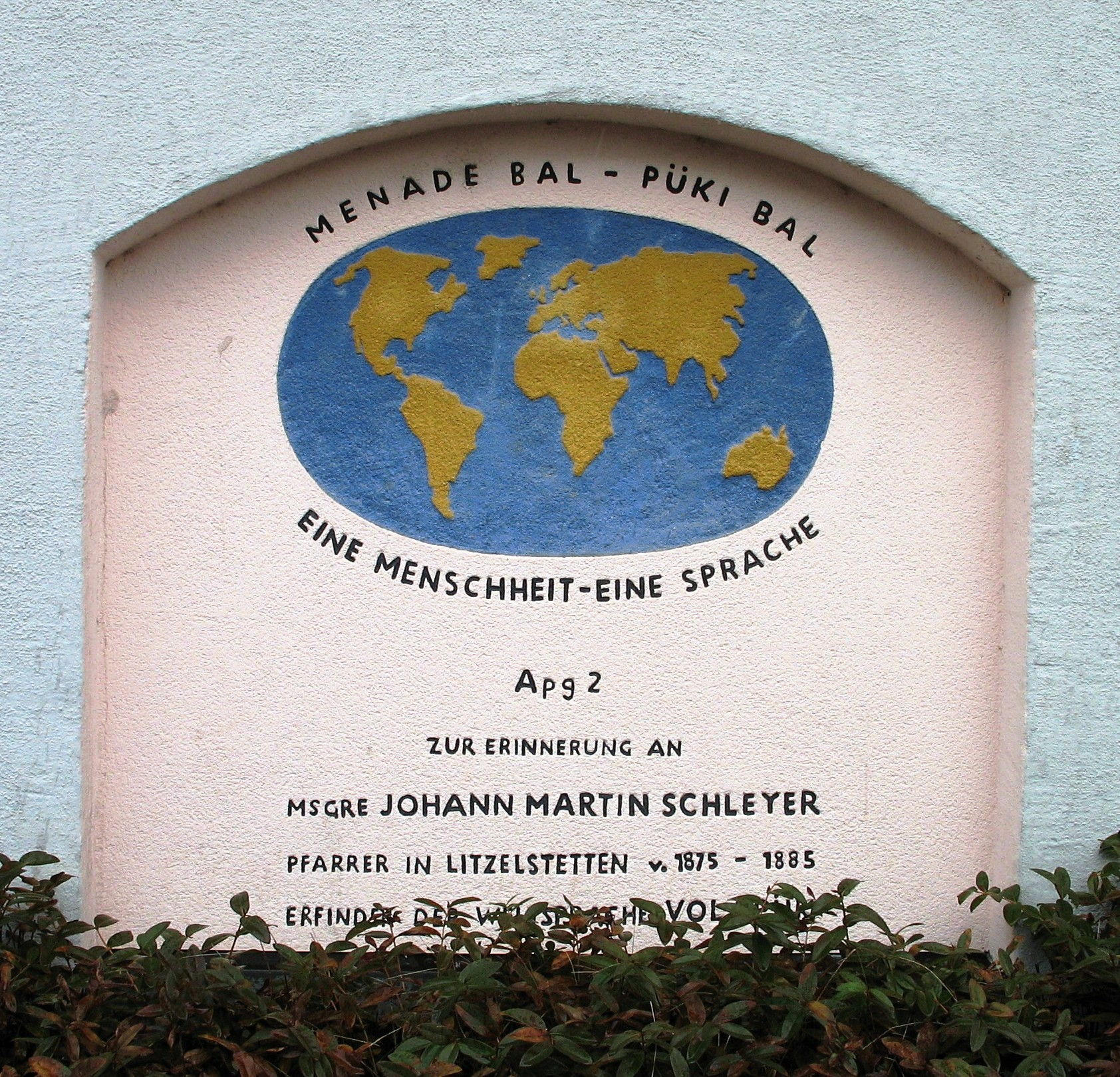
Een gedenksteen voor Schleyer in Litzelstetten, met de tekst in het Volapük: Menade bal, püki bal (Voor één wereld één taal).

Johann Martin Schleyer (Oberlauda, 18 juli 1831 - Konstanz, 16 augustus 1912) was een Duitse priester, dichter en filantroop, die bekend is geworden als de maker van de kunsttaal Volapük.
Schleyer werd geboren in Oberlauda (Baden) en in 1856 tot rooms-katholiek priester gewijd. In de jaren 1867-1875 was hij als pastoor werkzaam in Krumbach bij Messkirch. Aan het einde van deze periode zat hij vier maanden in de gevangenis wegens het preken tegen het socialisme. In de jaren 1875-1885 was hij vervolgens als pastoor verbonden aan de Petrus-en-Paulus-kerk in Litzelstetten (bij Konstanz). Later zou hij deze periode beschrijven als de gelukkigste van zijn leven.
Schleyer had grote belangstelling voor talen. Het idee voor een internationale taal ontstond volgens hemzelf na een gesprek met een van de leden van zijn gemeente, een halfgeletterde Duitse boer die het contact met zijn naar Amerika geëmigreerde zoon had verloren omdat de Amerikaanse posterijen zijn handschrift niet konden lezen. In eerste instantie inspireerde dit Schleyer tot het maken van een 'wereldalfabet'. Nadat God hem echter in een droom had benaderd en voor had gesteld een taal te maken in plaats van een alfabet, toog hij opnieuw aan het werk. In de nacht van 31 maart 1879 ontwierp hij de basisprincipes van het Volapük.
In mei 1879 publiceerde hij voor het eerst een artikel over het Volapük in het tijdschrift Sionsharfe, een blad waarvan hij zelf redacteur was en dat vooral gewijd was aan katholieke dichtkunst. Na deze eerste schets volgde in 1880 een boekwerk. Er was belangstelling voor de taal en er kwamen verspreid over Europa Volapük-clubs.
Na 1885 moest Schleyer zijn pastorale werkzaamheden beëindigen als gevolg van een slechte gezondheid. Wel bleef hij betrokken bij de Volapük-beweging, totdat deze enkele jaren later uiteen zou vallen. In 1894 werd hij door paus Leo XIII tot prelaat benoemd.
In 2001 werd in Litzelstetten een comité opgericht dat zich ten doel stelde Schleyer zalig te laten verklaren.